# Brianna Brown

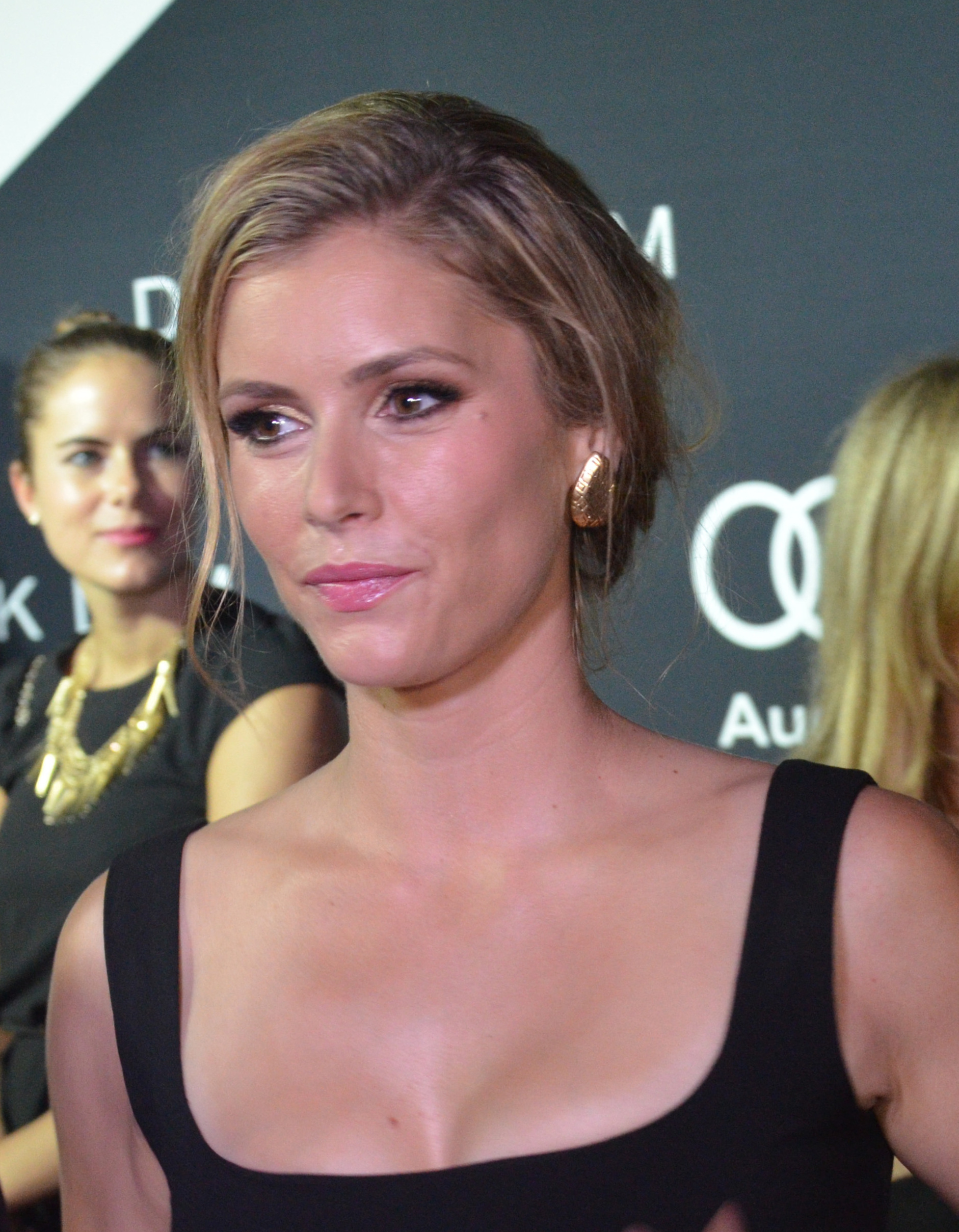
Brianna Brown (2012)

Brianna Brown (* 2. Oktober 1979 in Saint Paul, Minnesota) ist eine US-amerikanische Schauspielerin. Sie besuchte das St. Olaf College für freie Künste in Northfield, Minnesota. Brown ist seit 1999 als Schauspielerin aktiv und war seither an rund 50 Film- und Fernsehproduktionen zu sehen. Sie spielte u. a. 2006 die Hauptrolle in Night of the Living Dead 3D.

## Filmografie (Auswahl)
- 2002: CSI: Vegas (CSI: Crime Scene Investigation, Fernsehserie, Folge 2x19)
- 2004: Smallville (Fernsehserie, Folge 4x3)
- 2004: Spider-Man 2 (Zugpassagierin)
- 2006: Night of the Living Dead 3D
- 2006: Monk (Fernsehserie, Folge 4x14)
- 2007: Dash 4 Cash
- 2007: Timber Falls
- 2008: Without a Trace – Spurlos verschwunden (Without a Trace, Fernsehserie, Folge 6x17)
- 2009: Criminal Minds (Fernsehserie, Folge 4x16)
- 2009: Lost Island – Von der Evolution vergessen (The Lost Tribe)
- 2009: The Closer (Fernsehserie, Folge 4x13)
- 2010: The Encounter (Kurzfilm)
- 2010–2012: General Hospital (Fernsehserie, 240 Folgen)
- 2011: Adults Only (Web-Serie)
- 2011: Body of Proof (Fernsehserie, Folge 2x08)
- 2011: Homeland (Fernsehserie, Folgen 1x02, 1x03)
- 2012: Awake (Fernsehserie, Folge 1x04)
- 2012: Common Law (Fernsehserie, Folge 1x06)
- 2012: CSI: Vegas (CSI: Crime Scene Investigation, Fernsehserie, Folge 12x13)
- 2012: Dating Rules from My Future Self (Fernsehserie, Folgen 1x01, 1x07)
- 2012: Private Practice (Fernsehserie, Folge 5x11)
- 2012: Retail Therapy (Kurzfilm)
- 2012: True Blood (Fernsehserie, 3 Folgen)
- 2012: Drop Dead Diva (Fernsehserie, Folge 4x13)
- 2013: Revenge (Fernsehserie, Folge 3x04)
- 2013: Screwed
- 2013–2015: Devious Maids – Schmutzige Geheimnisse (Devious Maids, Fernsehserie, 28 Folgen)
- 2014: Graceland (Fernsehserie, 4 Folgen)
- 2014: Limbo (Kurzfilm)
- 2014: The Mentalist (Fernsehserie, Folge 6x11)
- 2015: Castle (Fernsehserie, Folge 7x13)
- 2015: Kiss Me, Kill Me
- 2015–2019: EastSiders (Fernsehserie, 13 Folgen)
- 2016: Navy CIS: New Orleans (NCIS: New Orleans, Fernsehserie, 3 Folgen)
- 2017: The Evil Within
- 2017: Vorstadtkiller – Bei Mord hört die Ehe auf (Secrets in Suburbia, Fernsehfilm)
- 2017: The Mick (Fernsehserie, Folge 2x01)
- 2017–2022: Der Denver-Clan (Dynasty, Fernsehserie)
- 2018: Elevate
- 2020: The Last O.G. (Fernsehserie, Folge 3x07)
- 2021: Leverage 2.0 (Fernsehserie, Folge 1x10)
- 2022: The Rookie (Fernsehserie, Folge 5x07)
- 2024: Navy CIS: Hawaiʻi (NCIS: Hawaiʻi, Fernsehserie, Folge 3x06)
- 2025: Navy CIS (Fernsehserie, eine Folge)